# Футбольний матч Японія — Ірак (1993)
Футбольний матч між збірними Японії та Іраку пройшов 28 жовтня 1993 року і був грою останнього туру відбіркового турніру до чемпіонату світу 1994 року в зоні АФК. Гра пройшла в катарській столиці Досі в присутності 4 тисяч глядачів. Збірна Японії в цьому матчі повинна була вирішити долю путівки на чемпіонат світу: перемога дозволила б японцям вперше у своїй історії потрапити на турнір незалежно від результатів паралельних матчів, нічия ж була допустима лише при певних розкладах в інших зустрічах. Зустріч судив швейцарський арбітр Серж Мументалер. Драматичний за своїм змістом матч завершився нічиєю 2:2 — збірна Японії на останніх хвилинах упустила перемогу, програвши у підсумку заочне протистояння зі збірною Південної Кореї, яка кваліфікувалася на чемпіонат світу в США; Японія зайняла 3-тє місце в групі.
У японських ЗМІ подія дістала назву «Трагедія в Досі» або «Агонія в Досі» (яп. ドーハの悲劇, Доха но хігекі), а в південнокорейських ЗМІ, відповідно, цей матч став відомий як «Чудо в Досі» (кор. 도하의 기적/도하의 奇跡, Доха-і-гічжок). Невдача збірної, яка була дуже близька до історичного потрапляння на чемпіонат світу, стала однією з найважливіших подій в історії японського футболу, і фрази «Клас Дохи» (яп. ドーハ組, Доха гумі) і «Ніколи не забувайте Доху» (яп. ドーハを忘れるな, Доха о васуреруна) стали крилатими в спортивній культурі країни. Тим не менш, ця невдача не зламала керівництво Японської футбольної асоціації, яке продовжило розвивати новостворену професійну Джей-лігу. В майбутньому її розвиток дозволив збірній кваліфікуватися на чемпіонат світу 1998 року і відтоді не пропускати жодної світової першості.

## Передісторія
У фінальному раунді відбіркового турніру до чемпіонату світу виступали шість збірних: Японія, Південна Корея, Саудівська Аравія, Ірак, Іран і КНДР. Усі шість команд зіграли один проти одного турнір в одне коло в Досі з 15 по 28 жовтня 1993 року. Після чотирьох турів становище в таблиці було таким:
| Збірна            | О | І | В | Н | П | ГЗ | ГП | РГ |
| ----------------- | - | - | - | - | - | -- | -- | -- |
| Японія            | 5 | 4 | 2 | 1 | 1 | 5  | 2  | 3  |
| Саудівська Аравія | 5 | 4 | 1 | 3 | 0 | 4  | 3  | 1  |
| Південна Корея    | 4 | 4 | 1 | 2 | 1 | 6  | 4  | 2  |
| Ірак              | 4 | 4 | 1 | 2 | 1 | 7  | 7  | 0  |
| Іран              | 4 | 4 | 2 | 0 | 2 | 5  | 7  | -2 |
| Північна Корея    | 2 | 4 | 1 | 0 | 3 | 5  | 9  | -4 |

За тодішніми правилами, за перемогу нараховувалося 2 очки, за нічию — 1 очко, за поразку очок не давали; у разі рівності очок на перше місце виходила команда з кращою різницею забитих і пропущених м'ячів.
За підсумками четвертого раунду збірна Японії займала проміжне 1-ше місце в групі після перемоги над Південною Кореєю з рахунком 1:0. Однак команди, які займали місця з 1-го по 5-те, все ще зберігали до останнього туру шанси потрапити на чемпіонат світу з боротьби вибула тільки збірна КНДР. Збірну Японії влаштовувала перемога з будь-яким рахунком, і в такому разі ніякий результат у паралельному матчі не завадив би японцям потрапити у фінальний етап. Нічия ж була допустимою лише у випадку втрати очок Південною Кореєю в матчі з КНДР або Саудівською Аравією в матчі з Іраном, причому саудівці не повинні були програти Ірану з різницею більш ніж в 4 м'ячі.

## Хід гри
Усі три вирішальних матчі стартували в один час 28 жовтня 1993 року в Досі в 16:15 за місцевим часом: збірні Південної Кореї і КНДР, збірні Саудівської Аравії та Ірану та збірні Японії та Іраку почали свої зустрічі одночасно. Рахунок у матчі відкрив уже на 5-й хвилині японець Кадзуйосі Міура, однак після перерви на 54-й хвилині Раді Шенайшил зрівняв рахунок. На 80-й хвилині японців вивів вперед Масасі Накаяма, зробивши рахунок 2:1. До 90-ї хвилини матчу до японців і іракців вже надійшли відомості, що Південна Корея перемогла з рахунком 3:0 збірну КНДР, а Саудівська Аравія виграла в Ірану 4:3. Це означало, що японцям треба було втримати перемогу за будь-яку ціну.
Однак у компенсований час іракський гравець Джаффар Омран, який вийшов на заміну в перерві, після подачі кутового виграв боротьбу в повітрі й відправив другий м'яч у сітку японських воріт, зрівнявши рахунок і шокувавши японську збірну. Суддя негайно дав фінальний свисток після цього голу, і тим самим на чемпіонат світу поїхали збірні Саудівської Аравії і Південної Кореї.

## Деталі зустрічі
| 28 жовтня 1993 16:15 UTC+3 |

| Японія               | 2 — 2    | Ірак                     |
| -------------------- | -------- | ------------------------ |
| Міура 5' Накаяма 69' | Протокол | Шенайшил 54' Омран 90+1' |

| «Аль-Аглі», Доха Глядачів: 4,000 Арбітр: Серж Мументалер (Швейцарія) |

| Японія | Ірак |

| Японія:  |    |                    |     |     |
|          |    |                    |     |     |
| Вр       | 1  | Сігетацу Мацунага  | 84' |     |
| Зх       | 3  | Тосінобу Кацуя     | 10' |     |
| Зх       | 4  | Такумі Хоріїке     |     |     |
| Зх       | 5  | Тецудзі Хасіратані |     |     |
| Зх       | 7  | Масамі Іхара       |     |     |
| Пз       | 10 | Руй Рамос          |     |     |
| Пз       | 15 | Міцунорі Йосіда    |     |     |
| Пз       | 17 | Хадзіме Моріясу    |     |     |
| Нп       | 11 | Кадзуйосі Міура    |     |     |
| Нп       | 12 | Кента Хасегава     |     | 59' |
| Нп       | 16 | Масасі Накаяма     |     | 80' |
| Заміни:  |    |                    |     |     |
|          | 8  | Масахіро Фукуда    |     | 59' |
|          | 9  | Нобухіро Такеда    |     | 80' |
| Тренер:  |    |                    |     |     |
| Ганс Офт |    |                    |     |     |

| Ірак:     |    |                    |     |     |
|           |    |                    |     |     |
| Вр        | 21 | Ібрагім Салім Саад |     |     |
| Зх        | 2  | Самір Кадім Хассан |     |     |
| Зх        | 3  | Саад Абдул-Ахмед   | 80' |     |
| Зх        | 4  | Раді Шенайшил      |     |     |
| Зх        | 14 | Салім Хуссейн      |     |     |
| Пз        | 18 | Мунтір Халаф       |     |     |
| Пз        | 12 | Мохаммед Яссім     |     | 46' |
| Пз        | 22 | Бассам Рауф        |     | 71' |
| Нп        | 8  | Ахмед Раді         | 23' |     |
| Нп        | 9  | Алаа Кадім         |     |     |
| Нп        | 17 | Лаїт Хуссейн       |     |     |
| Заміни:   |    |                    |     |     |
|           | 5  | Абдул-Джабар Хасім |     | 71' |
|           | 16 | Джаффар Омран      |     | 46' |
| Тренер:   |    |                    |     |     |
| Аммо Баба |    |                    |     |     |

## Наслідки

### Підсумки турніру
Турнір завершився після п'ятого раунду, і таблиця набула наступного вигляду:
| Збірна            | О | І | В | Н | П | ГЗ | ГП | РГ |
| ----------------- | - | - | - | - | - | -- | -- | -- |
| Саудівська Аравія | 7 | 5 | 2 | 3 | 0 | 8  | 6  | 2  |
| Південна Корея    | 6 | 5 | 2 | 2 | 1 | 9  | 4  | 5  |
| Японія            | 6 | 5 | 2 | 2 | 1 | 7  | 4  | 3  |
| Ірак              | 5 | 5 | 1 | 3 | 1 | 9  | 9  | 0  |
| Іран              | 4 | 5 | 2 | 0 | 3 | 8  | 11 | -3 |
| Північна Корея    | 2 | 5 | 1 | 0 | 4 | 5  | 12 | -7 |

Збірна Саудівської Аравії посіла перше місце в групі, а збірна Японії програла другу сходинку Південній Кореї за рахунок гіршої різниці забитих і пропущених м'ячів: перемога південних корейців над північними зіграла вирішальну роль у розподілі підсумкових місць. Головний тренер збірної Японії Ганс Офт був звільнений зі свого поста, а в збірній завершили кар'єру багато гравців, зокрема півзахисник бразильського походження Руй Рамос. З того складу тільки Масасі Накаяма і Масамі Іхара зіграли через 5 років на чемпіонаті світу 1998 року.

### Подальший вплив на футбол Японії
Незважаючи на невдачу в Досі, цей матч надихнув японців на подальше продовження боротьби за вихід на світові першості. У відбірковому турнірі до мундіалю 1998 року був змінений формат азійського відбору: відтепер матчі гралися у два кола за принципом «домашніх» і «гостьових» зустрічей. У 1997 році збірні Японії та Ірану посіли другі місця у своїх кваліфікаційних групах до чемпіонату світу і зустрілися в стиковому матчі 16 листопада 1997 року в малайзійському місті Джохор-Бару: переможець матчу отримував єдину останню пряму путівку від зони АФК на чемпіонат світу, а переможеному належало грати в стикових матчах проти Австралії.
На відміну від зустрічі чотирирічної давності, Японія програвала по ходу матчу, але в самому кінці другого тайму зрівняла рахунок, а в овертаймі за правилом золотого гола виграла з рахунком 3:2 і потрапила на чемпіонат світу. У пресі цей матч став відомий як «Радість Джохор-Бару» (яп. ジョホールバルの歓喜, Дзехорубару но канкі) за аналогією з «Агонією Дохи». З тих пір збірна Японії не пропускала жодного чемпіонату світу, в тому числі виступивши у 2002 році разом із Південною Кореєю на правах збірних країн-організаторів.

## У масовій культурі
- У манзі й аніме-серіалі «Space Brothers» дата народження головного героя на ім'я Намба Мутта — 28 жовтня 1993 року, і саме цією датою він любить пояснювати всі свої невдачі.
- Словосполученням «Агонія Доха» в аніме-фільмі «Eureka Seven: Pocket Full Of Rainbows» називають якийсь секретний експеримент військових, який закінчився трагічно.